# Club Atlético Villa Belgrano
Club Atlético Villa Belgrano es un club de fútbol oriundo de la ciudad de Junín, Provincia de Buenos Aires, Argentina. Fue fundado el 6 de octubre de 1925 y juega sus partidos de local en el estadio El Bosque, cuya capacidad va desde 500 hasta los 2500 espectadores. Inicialmente, el club fue fundado bajo el nombre Football Club Defensa, aunque después fue cambiado a su nombre actual por orden de la propia municipalidad de Junín.
La sección deportiva más importante es la de fútbol, sin embargo, el club también posee una de baloncesto que gozó de popularidad en la década de 1950 y 1960. En cuanto a la indumentaria del primer equipo de fútbol, los colores que identifican a Villa Belgrano son el blanco y azul celeste, acompañados de una franja en «v» sobre el fondo. A nivel local se encuentra afiliado a la Liga Deportiva del Oeste, donde se ha proclamando campeón en 11 ocasiones.
En cuanto a competición nacional, ha disputado los torneos de Copa Argentina, el Torneo del Interior (1986-1995), Torneo Argentino B, el Torneo Argentino C y el Torneo Regional Federal Amateur.

## Historia
Villa Belgrano fue fundado el 6 de octubre de 1925 como Foot ball Club Defensa, un año después, el nombre del equipo cambió a Foot ball Club Villa Belgrano. Esto se dio después que se cambiara el nombre del barrio donde inicialmente se fundó el club (Tierra del Fuego) por Villa Manuel Belgrano. Se encuentra afiliado a la Liga Deportiva del Oeste, organismo deportivo que decidió acoger al club en la década de 1930 y donde compite en 3 divisiones.
En 1935 hubo un intento de fusionar el equipo con el Club Rivadavia, y cambiar el nombre por Club de Fútbol y Básket Rivadavia de Belgrano, sin embargo, el proyecto no avanzó debido a la negativa de los socios de ambos clubes. En la década de 1950 y 1960 destacó la sección deportiva de baloncesto.
Villa Belgrano debutó en competición nacional en la edición 1991/92 del Torneo del Interior (1986-1995), donde tuvo un discreto desempeño después de pasar las primeras 2 rondas clasificatorias. Quedó finalmente eliminado en la tercera ronda, al terminar en segunda posición en la tabla del grupo B. En la temporada 1997-98 disputó del Torneo Argentino B, campeonato de cuarta división y del cual terminó en segunda posición de la tabla general con 6 puntos de 12 posibles. En 2006 disputó el Torneo del Interior 2006 (conocido también como Torneo Argentino C), donde llegó hasta segunda fase después de quedar eliminado por 3-5 ante Barrio Alegre (Trenque Lauquen);este torneo lo disputó en otras 6 oportunidades. Tras la reestructuración del Torneo Argentino B fue invitado a participar de la edición 2012-13, lo que le otorgó una plaza en la Copa Argentina 2012-13. Su debut en esta fue en un partido de la fase preliminar ante El Linqueño, el 25 de octubre de 2012.
En cuanto a competición local, se encuentra afiliado a la Liga Deportiva del Oeste, donde ha obtenido 10 campeonatos.

## Palmarés

### Torneos Regionales
- Liga Deportiva del Oeste (13): 1980, 1991, 1996/97 (nocturno), 2002 (apertura), 2008/09 (nocturno), 2013/14 (nocturno), 2014 (apertura), 2015/16 (nocturno), 2016 (apertura), 2017/18 (nocturno), 2021 (apertura), 2022/23 (nocturno), 2023 (apertura).
  - Torneos nocturnos no oficiales (4): 1979, 1982, 1985, 1988.